# Röhler Stadt Bus
Die Röhler Stadt Bus GmbH (RSB) ist der Betreiber des Stadtbusverkehrs in Roth.
Das Unternehmen gehört zur Röhler Touristik GmbH aus Schwäbisch Hall und betreibt im Bereich Roth 18 Buslinien, davon gehören 11 Linien zum Stadtbus und 7 Linien zum Regionalverkehr.

## Linienübersicht
Folgende Linien werden durch die Röhler Stadt Bus GmbH betrieben:
- Linie 597: Allersberg – Hilpoltstein[2]
- Linie 681: Roth Am Espan – Kiliansdorf
- Linie 682: Rothaurach – Roth Gewerbegebiet Gildestr.
- Linie 683: Büchenbach – Roth Bahnhof
- Linie 684: Mauk – Wallesau – Roth Peter-Henlein-Str.
- Linie 685: Roth Bahnhof – Nordring – Stadtmitte – Roth Bahnhof
- Linie 686: Bernlohe – Roth – Harrlach
- Linie 605: Roth – Abenberg – Wassermungenau
- Linie 607: Schwabach – Kammerstein – Abenberg – Wassermungenau – Spalt
- Linie 608: Roth – Rothsee – Allersberg – Göggelsbuch
- Linie 609: Brombachsee-Express: Roth – Spalt – Enderndorf
- Linie 634: Hilpoltstein – Mühlstetten – Röttenbach
- Linie 635: Roth – Büchenbach – Ottersdorf – Neumühle – Aurau – Asbach – Wassermungenau
- Linie 626: Georgensgmünd – Rittersbach – Mäbenberg – Untersteinbach ob Gmünd – Georgensgmünd
- Linie 626.1: Georgensgmünd – Rittersbach – Untersteinbach – Mäbenberg (Rufbus)
- Linie 627: Georgensgmünd – Hauslach – Untersteinbach
- Linie 628: Georgensgmünd Bhf – Georgensgmünd Gewerbegebiet
- Linie 629: Georgensgmünd – Röttenbach – Wernsbach – Georgensgmünd
- Linie 629: Georgensgmünd – Wernsbach – Obermauk – Röttenbach – Mühlstetten – Georgensgmünd